# Cullen Bay
| Recensione | Giudizio |
| ---------- | -------- |
| AllMusic   | [ 1 ]    |

Cullen Bay è un album discografico del gruppo The Tannahill Weavers, pubblicato dall'etichetta discografica Green Linnet Records nel 1990.

## Tracce
1. The Standard on the Braes O'Mar / The Haughs O'Cromdale – 3:29 (Alexander Laing (testo), tradizionale (musica))
2. The Fiddler*/ The Fiddler's Jig** / Jenny Dang the Weaver° / The Reel of Tulloch°° – 4:42 (Donald MacLeod* **, tradizionale° °°)
3. Joy of My Heart – 4:40 (Tradizionale; arrangiamento The Tannahill Weavers)
4. Aikendrum – 1:38 (Tradizionale; arrangiamento The Tannahill Weavers)
5. Samuel the Weaver* / The Panda** / Thunderhead*** / The Cannongate Twitch° / Allan MacDonald's Reel°° – 5:16 (Tradizionale*, Gordon Duncan**, Grey Larsen***, sconosciuto°, Allan MacDonald°°)
6. Kintail – 4:25 (Tradizionale; arrangiamento The Tannahill Weavers)
7. A Night Visitor's Song – 3:39 (Tradizionale; arrangiamento The Tannahill Weavers)
8. Cullen Bay* / Dalnahassaig** / S'iomadh Riud a Chunnaic Mi° / Alick C. MacGregor°° – 6:10 (Ian Duncan*, G.S. MacLennan** °°, tradizionale°)
9. Braw Born the Bridges – 5:49 (Roy Gullane)

## Musicisti
- Roy Gullane - chitarra, voce
- Iain MacInnes - Highland bagpipes, Scottish small pipes, whistle
- Les Wilson - bouzouki, tastiere, voce
- Phil Smillie - flauto, whistle, bodhrán, voce
- John Martin - fiddle, viola, voce

Musicista aggiunto
- Stuart Morrison - cittern (brani: #2, #7 e #9)

Note aggiunte
- The Tannahill Weaver - produttori
- Registrazioni effettuate nel giugno 1990 al Pier House Studios di Edimburgo, Scozia
- Peter Haigh - ingegnere delle registrazioni